# 트롤헌터: 아카디아의 전설
《트롤헌터: 아카디아의 전설》(영어: Trollhunters: Tales of Arcadia 트롤헌터스: 테일즈 오브 아카디아[*])은 2016년부터 2018년까지 방영한 애니메이션으로 아카디아의 전설 첫번째 작품이다. 기예르모 델 토로가 집필한 청소년 소설 트롤헌터를 원작으로 하고 있다. 드림웍스에서 소설 트롤헌터를 애니메이션화할 계획을 하자 기예르모 델 토로또한 애니메이션의 주 제작자로 참여하였으며, 완결 이후 아카디아의 전설이라는 장편 애니메이션 시리즈로 확장하였다.
스토리는 최초의 인간 트롤헌터로 선택받은 소년 짐 레이크 주니어와 짐의 친구 토비 돔잘스키, 클레어 누녜즈가 인간세계와 트롤세계를 구하기 위해 싸워나가는 이야기를 다루고 있다.

## 등장인물

### 주연
제임스 '짐' 레이크 주니어 (James "Jim" Lake Jr)
C.V.：안톤 옐친(시즌 2까지) → 에밀리 히쉬(Emile Hirsch)(시즌 3)
토비 돔잘스키 (Toby Domzalski)
클레어 누녜즈 (Claire_Nuñez)

### 트롤
블링키(Blinkous Galadrigal)
아아알!!!(AAARRRGGHH!!!)
드랄(Draal)
벤델(Vendel)
칸지가(Kanjigar)
불라르(Bular)
앙고르 롯(Angor Rot)

### 인간
스티브(Steve)
C.V.：스티븐 연